# Општина Ефтимије Мургу (Караш-Северин)
Општина Ефтимије Мургу (рум. Comuna Eftimie Murgu) је општина у округу Караш-Северин у Румунији. Седиште општине је Ефтимије Мургу које је и једино насеље у општини.

## Географија
Општина Ефтимије Мургу се налази на југу округа Караш-Северин на југозападу Румуније. Смештена је у долини реке Рударије у Алмашу, у подножју Алмашких планина. Границе општине су следеће:
- на северу − општина Бозовичи
- на североистоку и истоку − општина Пригор
- на југоистоку − општина Ешелница
- на западу и југу − општина Банија

Простире се на површини од 9.817,88 хектара.

## Становништво
Према попису из 2021. у општини Ефтимије Мургу живело је 1.296 становника што је за 332 мање (-20,39%) у односу на попис из 2011. када је било 1.628 становника. Општина се састоји само из једног насеља, Ефтимије Мургу.
| Етнички састав према попису из 2021.‍ | Етнички састав према попису из 2021.‍ | Етнички састав према попису из 2021.‍ | Етнички састав према попису из 2021.‍ | Етнички састав према попису из 2021.‍ |
| ------------------------------------ | ------------------------------------ | ------------------------------------ | ------------------------------------ | ------------------------------------ |
|                                      |                                      |                                      |                                      |                                      |
| Румуни                               | Румуни                               |                                      | 1.221                                | 94,21%                               |
| Остали                               | Остали                               |                                      | 3                                    | 0,23%                                |
| Непознато                            | Непознато                            |                                      | 72                                   | 5,56%                                |